# Messe in C-Dur KV 257
Die Messe in C-Dur, KV 257, allgemein Credomesse bzw. (zur Unterscheidung von der Kleinen Credomesse KV 192) Große Credomesse genannt, ist eine Messe von Wolfgang Amadeus Mozart für Solisten, vierstimmigen Chor, Orchester und Orgel. Leopold Mozart nennt sie 1778 in einem Brief an Wolfgang Amadeus allerdings „Spaur Messe“.
Das Werk wird gelegentlich als Missa brevis bezeichnet, geht jedoch mit einer Spieldauer von ca. 25 Minuten über den Umfang einer Brevismesse hinaus. In dem in Brixen aufgefundenen Stimmensatz, der anscheinend bei der Erstaufführung verwendet wurde, wird sie mit Missa solemnis in C betitelt. Leopold Mozart überschrieb sie in seinem Sammelband mit Missa longa, jedoch ist sie etwa 5–6 Minuten kürzer als die von Wolfgang Amadeus zuvor komponierten Missæ longæ KV 167 und KV 262. Sie nimmt stilistisch also eine Mittelstellung ein.
Der Beiname „Credomesse“ bezieht sich auf die besondere Betonung des „Credo“-Rufs, der zu Beginn des entsprechenden Satzes vom Chor viermal unisono gesungen wird. Dieser wiederholte Ruf wird dann, den Text des Glaubensbekenntnisses unterbrechend, leitmotivisch nach jedem Glaubenssatz erneut eingeschoben. Diese Art der Textbehandlung des Credo geht auf ältere Vorbilder zurück, die im ausgehenden Barock u. a. von Georg Donberger sowie von Johann Joseph Fux und Luca Antonio Predieri geschaffen wurden.

## Geschichte
Die Messe wurde am 17. November 1776 im Salzburger Dom uraufgeführt, Anlass war die Weihe des Salzburger Domherren Ignaz von Spaur (1729–1779) durch Erzbischof Hieronymus zum Bischof. Spaur war seit 1755 Domherr zu Salzburg und seit 1763 Kanonikus in Brixen gewesen. 1776 trat er das Amt des Bistumskoadjutors von Brixen, mit zugesicherter Bischofsnachfolge, an.
Zu diesem Fest hatte Mozart eine neue Messe geschaffen. Einerseits erklärt sich dieser Vorgang durch die Ämter Leopolds und Wolfgang Amadés am Salzburger Hof als Kapell- bzw. Konzertmeister, andererseits durch die freundschaftliche Beziehung der beiden zu Graf Ignaz von Spaur. Mit ziemlicher Sicherheit hat Ignaz von Spaur selbst dieses Werk nach Brixen mitgenommen, als er 1776 auf Dauer von Salzburg nach Brixen übersiedelte. Das Notenmaterial konnte 2007 als das der Uraufführung erkannt werden, und so wurde in Folge das Rätsel um die Identifizierung der „Spaur-Messe“ von Hildegard Herrmann-Schneider gelöst. Zuvor war jahrzehntelang, einer unbelegten Vermutung Alfred Einsteins in der 3. Auflage des Köchelverzeichnisses folgend, die Missa brevis C-Dur KV 258 als Spaur-Messe angesehen worden; auch die Missa longa C-Dur KV 262 galt als möglicher Kandidat.

## Aufbau
Der Aufbau der Messe folgt dem Ordinarium:
- Kyrie. Andante maestoso - Allegro (Soli und Chor)
- Gloria. Allegro assai (Soli und Chor)
- Credo
  - Credo in unum Deum. Molto allegro (Chor)
  - Et incarnatus est. Andante (Soli und Chor)
  - Et resurrexit. Molto allegro (Soli und Chor)
- Sanctus. Allegretto (Chor)
- Benedictus. Allegro (Soli) – Hosanna. Molto allegro (Chor)
- Agnus Dei. Andante maestoso (Soli und Chor)

## Besetzung
- Soli SATB, gemischter Chor SATB
- 2 Oboen
- 2 Trompeten in C
- Pauken
- 3 Posaunen ad libitum (colla parte)
- 2 Violinen
- Bassgruppe: Orgel, Cello, Kontrabass